# グミ・チョコレート・パイン
『グミ・チョコレート・パイン』は大槻ケンヂの半自伝的小説及び、それを原作とした漫画、映画。小説は「グミ編」「チョコ編」「パイン編」の3部作になっており、カバー絵は江口寿史によるものである。

## 概要
主人公ケンゾーは、グラビア雑誌片手に日々オナニーをしまくる孤高のオナニスト。自分が通う高校の「凡庸な」同級生たちとの差別化を図るため、ノイズバンド「自分BOX」に憧れ数少ない友人たちと「すげーハードなノイズバンド」・『キャプテン・マンテル・ノーリターン』を結成。一方、ケンゾーの憧れていた同じクラスの山口美甘子が自分と同じカルト映画好きであることが判明。そんなある日、ケンゾーは美甘子を思わぬところで目にすることになる。

## 漫画
佐佐木勝彦と清水沢亮による漫画版、2000年から2005年まで『マガジンGREAT』で連載されていた。単行本は全6巻。文庫版は全3巻。
尚、作中で結成されるバンド名や登場する曲名は原作とは異なっている。

## 映像化
ケラリーノ・サンドロヴィッチ監督・脚本による映画化。2007年12月22日公開。エンディングテーマ「少年ヤング」は電気グルーヴによる書き下ろし。BGM部分はゲイリー芦屋による。音楽制作協力 マニュアル・オブ・エラーズ・アーティスツ。上映時間127分。

### キャスト
- 大橋賢三：石田卓也／2007年の賢三：大森南朋
- 山口美甘子：黒川芽以
- 1986年のカワボン（川本良也）：森岡龍／2007年のカワボン：マギー
- 1986年のタクオ（小久保多久夫）：金井勇太／2007年のタクオ：甲本雅裕
- 山之上和豊：柄本佑
- 賢三の母：高橋ひとみ
- 賢三の父：山崎一
- ノイズバンド「自分BOX」のヴォーカル、ジャイガー：犬山イヌコ
- ノイズバンド「自分BOX」のギタリスト、バイラス：山西惇
- タクオの父：浅野和之
- タクオの母：峯村リエ
- タクオが憧れる女教師：中越典子
- タクオの家の隣のアパートに住む男：みのすけ
- 賢三の父の友人：竹中直人
- 理科教師：山本剛史
- レコード店・店員：田中哲司
- 巡査：林和義
- 写真店・店主：鈴木慶一
- 映画館窓口の女：内田春菊
- テレビで語る丹波哲郎風の男：ピエール瀧
- 2007年のカワボンが撮っているAV男優：峯田和伸
- 教師：森下能幸
- 長田奈麻
- 住田隆
- 松永玲子
- 村上大樹
- 村岡希美
- 緋田康人
- 賢三と美甘子のクラスメイト、モロ子：松田まどか
- 富川一人
- 小林きな子
- 坂本真
- 野間口徹
- 学級委員長・長谷川[1]：宇賀那健一
- 2007年のカワボンが撮っているAV女優：コスプレ声

### スタッフ
- 監督 ケラリーノ・サンドロヴィッチ
- 企画 吉村知範
- 製作総指揮 谷口則之
- エグゼクティブプロデューサー 小木曽仁、伊藤泰造
- プロデューサー 岩下英雅、李柱勲、杉山剛
- 原作 大槻ケンヂ 『グミ・チョコレート・パイン』（角川書店刊）
- 脚本 ケラリーノ・サンドロヴィッチ
- 撮影 小澤公則
- 美術 長谷川晃子
- 編集 斉藤和彦
- 音楽 ゲイリー芦屋
- テーマ曲 電気グルーヴ 『少年ヤング』
- 照明 大賀章雄
- 録音 中村雅光
- 装飾 尾関龍生
- ＶＥ 角本輝夫
- 助監督 窪田祐介

### エピソード
映画版主演の石田卓也は、役作りのために12kg体重を増やして撮影に臨んだ。なお、この体重増量は監督からの指示だった。
若手作家の中沢健が『グミ・チョコレート・パイン』にインスパイアを受けて書いた童貞青春小説『初恋芸人』に、著者である大槻自身も感銘を受けて本の帯に推薦文を書いた。